# Jan te Wierik
Jan te Wierik (Hengelo, 17 maart 1954 - Haaksbergen, 24 augustus 2002) was een Nederlandse beeldend kunstenaar.

## Leven en werk
Te Wierik werd in 1954 in het Overijsselse Hengelo geboren. Zijn ouderlijk gezin verhuisde naar Haaksbergen vanwege het werk van zijn vader. Te Wierik was als kunstenaar autodidact. Hij was zowel beeldhouwer als kunstschilder. Vanwege zijn gezondheid legde hij zich steeds meer toe op het schilderen. De laatste jaren van zijn leven woonde en werkte Te Wierik in het Gelderse Rekken. Zijn werk werd geëxposeerd in en buiten Nederland, onder andere in Duitsland en in de Verenigde Staten.
Te Wierik was tevens illustrator, musicus, dichter en schrijver. Hij overleed in augustus 2002 in Haaksbergen op 48-jarige leeftijd.